# Retiniphyllum discolor
Retiniphyllum discolor är en måreväxtart som först beskrevs av Richard Spruce och George Bentham, och fick sitt nu gällande namn av Johannes Müller Argoviensis. Retiniphyllum discolor ingår i släktet Retiniphyllum och familjen måreväxter. Inga underarter finns listade i Catalogue of Life.